# C. Riley Snorton
C. Riley Snorton, né le 28 avril 1982 à New York, est un universitaire et chercheur américain. Il travaille sur les représentations et l'histoire des Afro-Américains queer et trans, et plus particulièrement sur la sexualité et le genre.
Il est professeur à l'université Northwestern (Illinois), à l'université Cornell (État de New York) puis à l'université de Chicago et co-dirige GLQ: A Journal of Lesbian and Gay Studies.
Son premier ouvrage, Nobody is Supposed to Know, paru en 2014, s'intéresse à la sexualité noire et plus particulièrement aux hommes hétérosexuels ayant des rapports sexuels avec des hommes. Dans son second livre, intitulé Black on Both Sides (2017), C. Riley Snorton étudie l'histoire de la transidentité chez les Afro-Américains depuis le XIXe siècle ; il en est multi-récompensé.

## Biographie
C. Riley Snorton naît dans le quartier new-yorkais du Bronx en 1982 d'une mère avocate. Il est élevé par ses grands-parents maternels et grandit en Caroline du Sud.
Il étudie à la Centennial High School puis à l'université Columbia de New York, où il obtient son baccalauréat universitaire ès arts en études de genre et africaines. Il est ensuite diplômé d'une maîtrise ès arts puis d'un doctorat en communication et culture à l'Annenberg School for Communication (en) de l'université de Pennsylvanie avec des certificats d'études supérieures (en)  en études africaines, sur les femmes, le genre et la sexualité,.
C'est à l'université, par son activité de drag king, que C. Riley Snorton se découvre trans ; en 2018, il s'identifie à la fois trans et queer.

## Travail universitaire
Les recherches de C. Riley Snorton portent sur les études noires, africaines, les performance studies (en), l'histoire et les théories queer et trans, ainsi que la culture populaire. Il présente la lecture de Judith Butler, où il découvre le genre comme une construction sociale, comme le « point de départ » de sa réflexion sur le sujet. En 2009, il bénéficie d'une bourse pré-doctorale du W. E. B. Du Bois Institute for African and African-American Research (en) établi à Harvard (Massachusetts). L'année suivante, son doctorat obtenu, l'université Pomona (Californie) lui octroie une bourse afin de l'aider dans ses recherches sur les vies et les représentations queer et trans noires,.
Devenu associate professor en 2009, C. Riley Snorton enseigne la communication à l'université Northwestern (Illinois) puis les études sur la sexualité noire, le genre et le féminisme à l'Africana Studies Research Center de l'université Cornell (État de New York). Il siège un temps au Center for LGBTQ Studies (en) de la graduate school de l'université de la ville de New York. À partir de l'automne 2018, il enseigne au Hyde Park campus de Chicago. Ses cours se basent notamment sur les travaux de Judith Butler, Hortense Spillers et Sylvia Wynter.
Il co-dirige la revue scientifique évaluée par les pairs GLQ: A Journal of Lesbian and Gay Studies. Il publie ses articles via les revues International Journal of Communication, Culture and Society, Souls: A Critical Journal of Black Politics, Hypatia: A Journal of Feminist Philosophy et The Black Scholar (en). En 2013, il co-dirige un numéro spécial sur la « blackness » pour Palimpsest (en) et en 2017 un sur le mouvement queer publié par Transgender Studies Quarterly.

### Nobody is Supposed to Know
C. Riley Snorton publie son premier ouvrage en 2014 à l'université du Minnesota, intitulé Nobody is Supposed to Know: Black Sexuality on the Down Low, un titre tiré de la chanson Creep du groupe féminin afro-américain TLC. Il analyse les représentations médiatiques et culturelles des « down-low (en) » — des hommes noirs s'identifiant comme hétérosexuel mais ayant des relations sexuelles aussi bien avec des femmes qu'avec des hommes —, et de ses effets sur la sexualité noire, qui ont notamment conduit à une perception négative.

### Black on Both Sides
Alors qu'il souhaite écrire sur le blues et l'influence de la sexualité dans la musique sur la perception de la grande migration afro-américaine, un mentor convainc C. Riley Snorton de travailler sur les personnes trans noires. Durant l'automne 2015, il devient professeur invité en résidence au Harlem's Schomburg Center for Research in Black Culture à New York, ce qui lui permet de mener des recherches sur le sujet de son second livre, Black on Both Sides: A Racial History of Trans Identity, paru en 2017,. Il y étudie les intersections entre les identités noires et trans du XIXe au XXIe siècle, et est le premier à le faire. Il met en avant des figures négligées comme Lucy Hicks Anderson — condamnée en 1944 en Californie à une peine de prison et de probation pour sa transidentité — ou Carlett Brown Angianlee (en) — première afro-américaine à avoir subi une chirurgie de réattribution sexuelle —, qu'il oppose à celle rentrée dans la postérité de Christine Jorgensen, incarnation des idéaux de la féminité blanche,. Son titre est une référence au premier album du rappeur noir Mos Def, Black on Both Sides.
Reconnu par l'Organization of American Historians et l'Institute for Humanities Research,, C. Riley Snorton est récompensé durant l'année 2018 pour son travail par le prix Lambda Literary catégorie non-fictions sur la transidentité lors de la 30e cérémonie, le Stonewall Book Award en non-fiction, le prix John Boswell en histoire LGBTQ de la Société américaine d'histoire, le prix Sylvia Rivera en études sur la transidentité du Center for LGBTQ Studies (en) ainsi que le prix William Sanders Scarborough (en), récompense mettant à l'honneur les travaux sur la littérature ou la culture noire américaine décernée par la Modern Language Association la même année.

## Publications
- (en) Nobody Is Supposed to Know : Black Sexuality on the Down Low, U of Minnesota Press, 2014, 216 p. (ISBN 978-1-4529-4091-5, lire en ligne)
- (en) Black on Both Sides : A Racial History of Trans Identity, U of Minnesota Press, 2017, 256 p. (ISBN 978-1-4529-5585-8, lire en ligne)

#### Recension deNobody Is Supposed to Know
- (en) Shirley Anne Tate, « Nobody is supposed to know: black sexuality on the down low by C. Riley Snorton », Ethnic and Racial Studies (en), vol. 38, no 13,‎ 2015, p. 2473-2475 (lire en ligne)
- (en) Christina Bush, « Nobody Is Supposed to Know: Black Sexuality on the Down Low », The Journal of Popular Culture, vol. 48, no 4,‎ août 2015, p. 804-806
- (en) E. Colin Ruggero, « When Straight Men Have Sex With Men », Qualitative Sociology (en), vol. 39, no 1,‎ 4 janvier 2016, p. 97-100 (lire en ligne [PDF])

#### Recension deBlack on Both Sides
- (en) Liam Oliver Lair, « Black on Both Sides: A Racial History of Trans Identity. By C. Riley Snorton », American Studies (en), vol. 57, no 4,‎ 2019, p. 115-117 (lire en ligne)
- (en) Marlon Bailey (en) et S. Donald Bellamy, « C. Riley Snortonk, Black on Both Sides: A Racial History of Trans Identity », Hypatia Reviews Online,‎ 2019 (lire en ligne)
- (en) Naomi Extra, « C. Riley Snorton, Black on Both Sides: A Racial History of Trans Identity », Journal of the History of Sexuality, vol. 28, no 1,‎ janvier 2019, p. 166-167 (lire en ligne)
- (en) Sophonie Bazile, « Book Review Symposium – Queer Geographies : C. Riley Snorton, Black on Both Sides: A Racial History of Trans Identity », Antipode (en),‎ avril 2019 (lire en ligne [PDF])
- (en) Whitney Strub, « Black on Both Sides: A Racial History of Trans Identity », The Journal of American History, vol. 105, no 4,‎ mars 2019, p. 981-982 (lire en ligne)
- (en) Jack Halberstam, « C. Riley Snorton. Black on Both Sides: A Racial History of Trans Identity », The American Historical Review, vol. 124, no 4,‎ 3 octobre 2019, p. 1464-1465 (lire en ligne)
- (en) Marquis Bey, « Black on Both Sides: A Racial History of Trans Identity », The Journal of African American History (en), vol. 105, no 1,‎ hiver 2020, p. 184 (lire en ligne)